# Férfi egyéni kardvívás vívómestereknek az 1900. évi nyári olimpiai játékokon
A Párizsban megrendezett 1900. évi nyári olimpiai játékokon a férfi egyéni kardvívás vívómestereknek egyike volt a hét vívószámnak. 29 vívó indult 7 nemzetből.

## Eredmények

### Első kör
| Név                                    |
| -------------------------------------- |
| Xavier Anchetti · Franciaország (FRA)  |
| Brun-Biusson · Franciaország (FRA)     |
| Camier · Franciaország (FRA)           |
| Chantelat · Franciaország (FRA)        |
| Georges Clappier · Franciaország (FRA) |
| Antonio Conte · Olaszország (ITA)      |
| François Delibes · Franciaország (FRA) |
| Hébrant · Belgium (BEL)                |
| Horvath · Ausztria (AUT)               |
| Julian Miso · Oroszország (RUS)        |
| Midelair · Franciaország (FRA)         |
| Milan Neralić · Ausztria (AUT)         |
| Pinault · Franciaország (FRA)          |
| Italo Santelli · Olaszország (ITA)     |
| Orazio Santelli · Olaszország (ITA)    |
| Pjotr Zakovorot · Oroszország (RUS)    |
| Alessandri · Olaszország (ITA)         |
| Aufort · Franciaország (FRA)           |
| Bersin · Franciaország (FRA)           |
| Coquelin · Franciaország (FRA)         |
| Dambremat · Franciaország (FRA)        |
| Dargein · Franciaország (FRA)          |
| Delamaide · Franciaország (FRA)        |
| Endrédi Márton · Magyarország (HUN)    |
| Flahaut · Franciaország (FRA)          |
| Gabriel · Franciaország (FRA)          |
| N. Orleans · Egyesült Államok (USA)    |
| J. Santelli · Olaszország (ITA)        |
| Schoenfeld · Franciaország (FRA)       |

### Elődöntő
| A elődöntő | A elődöntő                             | A elődöntő | A elődöntő |
| Helyezés   | Név                                    | Győzelem   | Vereség    |
| ---------- | -------------------------------------- | ---------- | ---------- |
| 1          | Antonio Conte · Olaszország (ITA)      | 6          | 1          |
| 2          | Hébrant · Belgium (BEL)                | 5          | 2          |
| 3          | François Delibes · Franciaország (FRA) | 5          | 2          |
| 4          | Milan Neralić · Ausztria (AUT)         | 5          | 2          |
| 5          | Horvath · Ausztria (AUT)               | 3          | 4          |
| 6          | Brun-Buisson · Franciaország (FRA)     | 1          | 6          |
| 7          | Georges Clappier · Franciaország (FRA) | 0          | 7          |
| 8          | Orazio Santelli · Olaszország (ITA)    | 3          | 4          |

| B elődöntő | B elődöntő                            | B elődöntő | B elődöntő |
| Helyezés   | Név                                   | Győzelem   | Vereség    |
| ---------- | ------------------------------------- | ---------- | ---------- |
| 1          | Italo Santelli · Olaszország (ITA)    | 6          | 1          |
| 2          | Julian Miso · Oroszország (RUS)       | 6          | 1          |
| 3          | Pjotr Zakovorot · Oroszország (RUS)   | 5          | 2          |
| 4          | Xavier Anchetti · Franciaország (FRA) | 4          | 3          |
| 5          | Chantelat · Franciaország (FRA)       | 3          | 4          |
| 6          | Pinault · Franciaország (FRA)         | 2          | 5          |
| 7          | Camier · Franciaország (FRA)          | 2          | 5          |
| 8          | Midelair · Franciaország (FRA)        | 0          | 7          |

### Döntő
| Helyezés | Név                                    | Győzelem | Vereség |
| -------- | -------------------------------------- | -------- | ------- |
| Arany    | Antonio Conte · Olaszország (ITA)      | 7        | 0       |
| Ezüst    | Italo Santelli · Olaszország (ITA)     | 6        | 1       |
| Bronz    | Milan Neralić · Ausztria (AUT)         | 4        | 3       |
| 4        | François Delibes · Franciaország (FRA) | 3        | 4       |
| 5        | Julian Miso · Oroszország (RUS)        | 3        | 4       |
| 6        | Xavier Anchetti · Franciaország (FRA)  | 2        | 5       |
| 7        | Pjotr Zakovorot · Oroszország (RUS)    | 2        | 5       |
| 8        | Hébrant · Belgium (BEL)                | 1        | 6       |